# 대전삼육중학교
대전삼육중학교(大田三育中學校)는 대한민국 대전광역시 서구 도마동에 있는 사립 중학교이다.

## 학교 연혁
- 1952년 4월 1일 : 대전시 효동에서 대전삼육학원을 개교(초대 교장 정동심 목사)
- 1955년 12월 20일 : 대전삼육고등공민학교로 인가 받음
- 1963년 8월 18일 : 대전시 도마동 소재 교지 15,000평 매입
- 1964년 9월 1일 : 효동으로부터 도마동으로 학교 이전
- 1965년 2월 24일 : 대전삼육중학교로 문교부 인가 받음(학년당 1학급 50명씩)
- 1973년 8월 25일 : 교사 2층 182평 증축, 사택2동 35평 준공
- 1996년 9월 16일 : 중학교 교사(587평) 신축
- 1999년 9월 21일 : 생활관 증축 공사 준공
- 2004년 3월 21일 : 강당(충청합회 40주년 기념관) 및 식당 준공
- 2024년 1월 5일 : 제70회 58명 졸업 (누계 3,008명)
- 2024년 3월 1일 : 제26대 엄재관 교장 취임

## 참고 자료
- 대전삼육중학교 - 한국교육학술정보원 학교알리미